# Campeonato Europeu de Hóquei em Patins Masculino de 1990
O Campeonato Europeu de 1990 foi a 39.ª edição do Campeonato Europeu de Hóquei em Patins.

## Participantes
| País               | Participação | Melhor Resultado                                                                                          |
| Portugal           | 34.ª         | Campeão (1947, 1948, 1949, 1950, 1952, 1956, 1959, 1961, 1963, 1965, 1967, 1971, 1973, 1975, 1977 e 1987) |
| Espanha            | 27.ª         | Campeão (1951, 1954, 1955, 1957, 1969, 1979, 1981, 1983 e 1985)                                           |
| Itália             | 37.ª         | Campeão (1953)                                                                                            |
| Alemanha Ocidental | 35.ª         | 2.º Lugar (1932 e 1934)                                                                                   |
| Holanda            | 25.ª         | 3.º Lugar (1963, 1967, 1969 e 1981)                                                                       |
| Suíça              | 39.ª         | 2.º Lugar (1937)                                                                                          |
| Inglaterra         | 39.ª         | Campeão (1926, 1927, 1928, 1929, 1930, 1931, 1932, 1934, 1936, 1937, 1938 e 1939)                         |
| França             | 1.ª          | 2.º Lugar (1926, 1927, 1928, 1930 e 1931)                                                                 |
| Alemanha Oriental  | Estreia      | - |
| ------------------ | ------------ | --- |

## Resultados
|                    | Itália | Espanha | Portugal | Países Baixos | Suíça | França | Alemanha | Inglaterra | Alemanha Oriental |
| ------------------ | ------ | ------- | -------- | ------------- | ----- | ------ | -------- | ---------- | ----------------- |
| Itália             |        | 3-1     | 6-1      | 10-2          | 6-1   | 8-2    | 2-0      | 15-0       | 26-0              |
| Espanha            |        |         | 2-2      | 7-3           | 10-1  | 12-0   | 13-1     | 16-0       | 35-2              |
| Portugal           |        |         |          | 13-4          | 8-1   | 12-0   | 2-1      | 21-0       | 25-2              |
| Holanda            |        |         |          |               | 7-2   | 3-2    | 3-0      | 6-1        | 21-2              |
| Suíça              |        |         |          |               |       | 4-4    | 2-1      | 6-2        | 18-3              |
| França             |        |         |          |               |       |        | 2-2      | 6-1        | 13-1              |
| Alemanha Ocidental |        |         |          |               |       |        |          | 6-2        | 14-3              |
| Inglaterra         |        |         |          |               |       |        |          |            | 4-4               |
| Alemanha Oriental  |        |         |          |               |       |        |          |            |                   |

## Classificação final
| Lugar | Seleção            | J | V | E | D | P  | GM | GS  | Dif. |
| ----- | ------------------ | - | - | - | - | -- | -- | --- | ---- |
|       | Itália             | 8 | 8 | 0 | 0 | 16 | 76 | 7   | +69  |
|       | Espanha            | 8 | 6 | 1 | 1 | 13 | 96 | 12  | +84  |
|       | Portugal           | 8 | 6 | 1 | 1 | 13 | 84 | 16  | +68  |
| 4     | Holanda            | 8 | 5 | 0 | 3 | 10 | 49 | 37  | +12  |
| 5     | Suíça              | 8 | 3 | 1 | 4 | 7  | 35 | 41  | -6   |
| 6     | França             | 8 | 2 | 2 | 4 | 6  | 29 | 43  | -14  |
| 7     | Alemanha Ocidental | 8 | 2 | 1 | 5 | 5  | 25 | 29  | -4   |
| 8     | Inglaterra         | 8 | 0 | 1 | 7 | 1  | 10 | 80  | -70  |
| 9     | Alemanha Oriental  | 8 | 0 | 1 | 7 | 1  | 17 | 156 | -139 |

| Campeões Europeus 1990 |
| ---------------------- |
| Itália                 |
| ITÁLIA 2.º Título      |